# NGC 83
NGC 83 je eliptická galaxie nacházející se v souhvězdí Andromedy. Objevil ji astronom John Herschel v roce 1828 reflektorem o průměru 18,7 palců (47,5 cm)..